# José Luis Llorente
José Luis Llorente, född 6 januari 1959 i Valladolid, Spanien, är en spansk basketspelare som tog tog OS-silver 1984 i Los Angeles. Detta var Spaniens första medalj i basket vid olympiska sommarspelen. Det kom att dröja till baskettävlingarna vid olympiska sommarspelen 2008 i Peking innan Spanien tog sin nästa medalj.

## Klubbhistorik
- 1979-83: Real Madrid
- 1983-85: Cajamadrid
- 1985-87: CB Zaragoza
- 1987-92: Real Madrid
- 1992-97: BC Andorra
- 1996-97: Baloncesto Fuenlabrada